# OR9A2
OR9A2 (англ. Olfactory receptor family 9 subfamily A member 2) – білок, який кодується однойменним геном, розташованим у людей на короткому плечі 7-ї хромосоми. Довжина поліпептидного ланцюга білка становить 310 амінокислот, а молекулярна маса — 35 330.
| 10         |  | 20         |  | 30         |  | 40         |  | 50         |
| ---------- |  | ---------- |  | ---------- |  | ---------- |  | ---------- |
| MMDNHSSATE |  | FHLLGFPGSQ |  | GLHHILFAIF |  | FFFYLVTLMG |  | NTVIIVIVCV |
| DKRLQSPMYF |  | FLSHLSTLEI |  | LVTTIIVPMM |  | LWGLLFLGCR |  | QYLSLHVSLN |
| FSCGTMEFAL |  | LGVMAVDRYV |  | AVCNPLRYNI |  | IMNSSTCIWV |  | VIVSWVFGFL |
| SEIWPIYATF |  | QFTFRKSNSL |  | DHFYCDRGQL |  | LKLSCDNTLL |  | TEFILFLMAV |
| FILIGSLIPT |  | IVSYTYIIST |  | ILKIPSASGR |  | RKAFSTFASH |  | FTCVVIGYGS |
| CLFLYVKPKQ |  | TQGVEYNKIV |  | SLLVSVLTPF |  | LNPFIFTLRN |  | DKVKEALRDG |
| MKRCCQLLKD |  |            |  |            |  |            |  |            |

A: Аланін

C: Цистеїн

D: Аспарагінова кислота

E: Глутамінова кислота

F: Фенілаланін

G: Гліцин

H: Гістидин

I: Ізолейцин

K: Лізин

L: Лейцин

M: Метіонін

N: Аспарагін

P: Пролін

Q: Глутамін

R: Аргінін

S: Серин

T: Треонін

V: Валін

W: Триптофан

Кодований геном білок за функціями належить до рецепторів, g-білокспряжених рецепторів, білків внутрішньоклітинного сигналінгу. 
Локалізований у клітинній мембрані, мембрані.